# Ron Berking
Ronald Gerd Berking, dit Ron Berking, né le 2 septembre 1933 et tué le 27 septembre 1980,, est un homme politique samoan.

## Biographie
Il naît dans ce qui est alors le territoire sous tutelle des Samoa occidentales, colonie de la Nouvelle-Zélande, vingt-neuf ans avant l'indépendance du pays.
Gérant de l'usine de l'entreprise Samoa Tropical Products dans le village de Taufusi (en) sur l'île d'Upolu, il adhère au parti d'opposition Parti pour la protection des droits de l'homme et se présente avec succès aux élections législatives samoanes de 1979. Il est, avec George Lober, l'un des deux élus de la circonscription nationale réservée aux citoyens samoans d'ascendance non-autochtone,. Il est un député actif, interrogeant le gouvernement sur ses politiques et prônant la liberté d'expression dans la société samoane.
Le 27 septembre 1980, alors qu'il se rend à son bureau à l'usine avec sa fille, il est pris à partie par deux jeunes hommes, qui le battent à mort pour des raisons inconnues. Il a 47 ans. Le chef de l'État, Malietoa Tanumafili II, le Premier ministre Tupuola Efi et le chef de l'opposition parlementaire, Vaai Kolone, assistent à ses funérailles en signe de respect.